# Taieb Cherqaoui

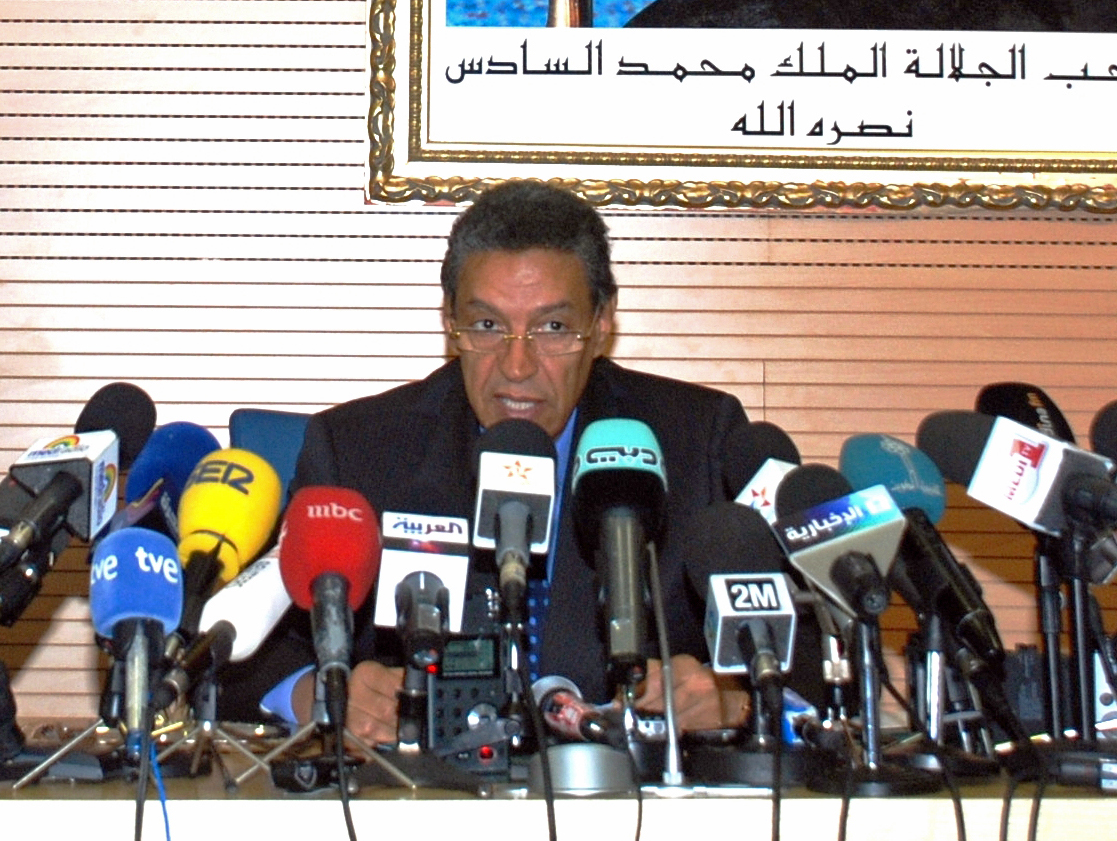
Taieb Cherkaoui (Mai 2011)

Taieb Cherqaoui (* 1949) ist ein marokkanischer Politiker. Er ist derzeit (Februar 2011) Innenminister seines Landes.